# Skład armii Unii pod Gettysburgiem
Poniższa lista prezentuje ordre de bataille federalnej Armii Potomaku podczas bitwy pod Gettysburgiem, stoczonej w dniach 1–3 lipca 1863.

## Armia Potomaku

### Dowództwo
| Dowódca armii                    | gen. mjr George G. Meade                |
| Szef sztabu                      | gen. mjr Daniel Butterfield (ranny)     |
| Dowódca oddziałów inżynieryjnych | gen. bryg. Gouverneur K. Warren (ranny) |
| Dowódca artylerii                | gen. bryg. Henry Hunt                   |
| Szef kwatermistrzostwa           | gen. bryg. Rufus Ingalls                |
| Szef służby medycznej            | dr Jonathan Letterman                   |
| Komendant żandarmerii            | gen. bryg. Marsena R. Patrick           |

### I Korpus
Dowódca korpusu – gen. mjr John F. Reynolds (poległ), gen. mjr Abner Doubleday, gen. mjr John Newton
| 1. dywizja gen. bryg. James S. Wadsworth                                  | 1. brygada gen. bryg. Solomon Meredith (ranny), płk William Robinson | 19. pułk z Indiany płk Samuel J. Williams                                                                  |
| 1. dywizja gen. bryg. James S. Wadsworth                                  | 1. brygada gen. bryg. Solomon Meredith (ranny), płk William Robinson | 24. pułk z Michigan płk Henry A. Morrow (ranny i wzięty do niewoli), kpt. Albert M. Edwards                |
| 1. dywizja gen. bryg. James S. Wadsworth                                  | 1. brygada gen. bryg. Solomon Meredith (ranny), płk William Robinson | 2. pułk z Wisconsin płk Lucius Fairchild (ranny), mjr John Mansfield (ranny), kpt. George H. Otis          |
| 1. dywizja gen. bryg. James S. Wadsworth                                  | 1. brygada gen. bryg. Solomon Meredith (ranny), płk William Robinson | 6. pułk z Wisconsin ppłk Rufus R. Dawes                                                                    |
| 1. dywizja gen. bryg. James S. Wadsworth                                  | 1. brygada gen. bryg. Solomon Meredith (ranny), płk William Robinson | 7. pułk z Wisconsin płk Robinson, mjr Mark Finnicum                                                        |
| 1. dywizja gen. bryg. James S. Wadsworth                                  | 2. brygada gen. bryg. Lysander Cutler | 7. pułk z Indiany płk Ira G. Grover                                                                        |
| 1. dywizja gen. bryg. James S. Wadsworth                                  | 2. brygada gen. bryg. Lysander Cutler | 76. pułk z Nowego Jorku mjr Andrew J. Grover (poległ), kpt. John E. Cook                                   |
| 1. dywizja gen. bryg. James S. Wadsworth                                  | 2. brygada gen. bryg. Lysander Cutler | 84. pułk z Nowego Jorku płk Edward B. Fowler                                                               |
| 1. dywizja gen. bryg. James S. Wadsworth                                  | 2. brygada gen. bryg. Lysander Cutler | 95. pułk z Nowego Jorku płk George H. Biddle (ranny), mjr Edward Pye                                       |
| 1. dywizja gen. bryg. James S. Wadsworth                                  | 2. brygada gen. bryg. Lysander Cutler | 147. pułk z Nowego Jorku ppłk Francis C. Miller (ranny), mjr George Harney                                 |
| 1. dywizja gen. bryg. James S. Wadsworth                                  | 2. brygada gen. bryg. Lysander Cutler | 56. pułk z Pensylwanii płk J. William Hofmann                                                              |
| 2. dywizja gen. bryg. John C. Robinson                                    | 1. brygada gen. bryg. Gabriel Paul (ranny), płk Samuel H. Leonard (ranny), płk Adrian R. Root (ranny), płk Richard Coulter (ranny), płk Peter Lyle (ranny), płk Coulter | 16. pułk z Maine płk Charles W. Tilden (poległ), mjr Archibald D. Leavitt                                  |
| 2. dywizja gen. bryg. John C. Robinson                                    | 1. brygada gen. bryg. Gabriel Paul (ranny), płk Samuel H. Leonard (ranny), płk Adrian R. Root (ranny), płk Richard Coulter (ranny), płk Peter Lyle (ranny), płk Coulter | 13. pułk z Massachusetts płk Leonard, ppłk N. Walter Batchelder                                            |
| 2. dywizja gen. bryg. John C. Robinson                                    | 1. brygada gen. bryg. Gabriel Paul (ranny), płk Samuel H. Leonard (ranny), płk Adrian R. Root (ranny), płk Richard Coulter (ranny), płk Peter Lyle (ranny), płk Coulter | 94. pułk z Nowego Jorku płk Root, mjr Samuel A. Moffett                                                    |
| 2. dywizja gen. bryg. John C. Robinson                                    | 1. brygada gen. bryg. Gabriel Paul (ranny), płk Samuel H. Leonard (ranny), płk Adrian R. Root (ranny), płk Richard Coulter (ranny), płk Peter Lyle (ranny), płk Coulter | 104. pułk z Nowego Jorku płk Gilbert G. Prey                                                               |
| 2. dywizja gen. bryg. John C. Robinson                                    | 1. brygada gen. bryg. Gabriel Paul (ranny), płk Samuel H. Leonard (ranny), płk Adrian R. Root (ranny), płk Richard Coulter (ranny), płk Peter Lyle (ranny), płk Coulter | 107. pułk z Pensylwanii ppłk James MacThomson (ranny), kpt. Emanuel D. Roat                                |
| 2. dywizja gen. bryg. John C. Robinson                                    | 2. brygada gen. bryg. Henry Baxter | 12. pułk z Massachusetts płk James L. Bates (ranny), ppłk David Allen junior                               |
| 2. dywizja gen. bryg. John C. Robinson                                    | 2. brygada gen. bryg. Henry Baxter | 83. pułk z Nowego Jorku ppłk Joseph A. Moesch                                                              |
| 2. dywizja gen. bryg. John C. Robinson                                    | 2. brygada gen. bryg. Henry Baxter | 97. pułk z Nowego Jorku płk Charles Wheelock (wzięty do niewoli), mjr Charles Northrup;                    |
| 2. dywizja gen. bryg. John C. Robinson                                    | 2. brygada gen. bryg. Henry Baxter | 11. pułk z Pensylwanii płk Coulter, kpt. Benjamin F. Haines (ranny), kpt. John B. Overmyer                 |
| 2. dywizja gen. bryg. John C. Robinson                                    | 2. brygada gen. bryg. Henry Baxter | 88. pułk z Pensylwanii mjr Benezet F. Foust (ranny), kpt. Henry Whiteside                                  |
| 2. dywizja gen. bryg. John C. Robinson                                    | 2. brygada gen. bryg. Henry Baxter | 90. pułk z Pensylwanii płk Lyle, mjr Alfred J. Sellers                                                     |
| 3. dywizja gen. mjr Doubleday, gen. bryg. Thomas A. Rowley, gen.Doubleday | 1. brygada gen. bryg. Rowley, płk Chapman Biddle | 80. pułk z Nowego Jorku płk Theodore B. Gates                                                              |
| 3. dywizja gen. mjr Doubleday, gen. bryg. Thomas A. Rowley, gen.Doubleday | 1. brygada gen. bryg. Rowley, płk Chapman Biddle | 121. pułk z Pensylwanii płk Ch. Biddle (ranny), mjr Alexander Biddle                                       |
| 3. dywizja gen. mjr Doubleday, gen. bryg. Thomas A. Rowley, gen.Doubleday | 1. brygada gen. bryg. Rowley, płk Chapman Biddle | 142. pułk z Pensylwanii płk Robert P. Cummins (śmiertelnie ranny), ppłk A. B. McCalmont                    |
| 3. dywizja gen. mjr Doubleday, gen. bryg. Thomas A. Rowley, gen.Doubleday | 1. brygada gen. bryg. Rowley, płk Chapman Biddle | 151. pułk z Pensylwanii ppłk George F. McFarland (ranny), kpt. Walter L. Owens                             |
| 3. dywizja gen. mjr Doubleday, gen. bryg. Thomas A. Rowley, gen.Doubleday | 2. brygada płk Roy Stone (ranny), płk Langhorne Wister (ranny), płk Edmund L. Dana pułki z Pensylwanii                                                                  | 143. pułk płk Dana, ppłk John D. Musser                                                                    |
| 3. dywizja gen. mjr Doubleday, gen. bryg. Thomas A. Rowley, gen.Doubleday | 2. brygada płk Roy Stone (ranny), płk Langhorne Wister (ranny), płk Edmund L. Dana pułki z Pensylwanii                                                                  | 149. pułk ppłk Walton Dwight (ranny), kpt. James Glenn                                                     |
| 3. dywizja gen. mjr Doubleday, gen. bryg. Thomas A. Rowley, gen.Doubleday | 2. brygada płk Roy Stone (ranny), płk Langhorne Wister (ranny), płk Edmund L. Dana pułki z Pensylwanii                                                                  | 150. pułk płk Wister, ppłk H. S. Huidekoper (ranny), kpt. Cornelius C. Widdis                              |
| 3. dywizja gen. mjr Doubleday, gen. bryg. Thomas A. Rowley, gen.Doubleday | 3. brygada gen. bryg. George J. Stannard (ranny), płk Francis V. Randall pułki z Vermontu                                                                               | 12. pułk płk Asa P. Blunt                                                                                  |
| 3. dywizja gen. mjr Doubleday, gen. bryg. Thomas A. Rowley, gen.Doubleday | 3. brygada gen. bryg. George J. Stannard (ranny), płk Francis V. Randall pułki z Vermontu                                                                               | 13. pułk płk Randall, ppłk William D. Munson (ranny), mjr Joseph J. Boynton                                |
| 3. dywizja gen. mjr Doubleday, gen. bryg. Thomas A. Rowley, gen.Doubleday | 3. brygada gen. bryg. George J. Stannard (ranny), płk Francis V. Randall pułki z Vermontu                                                                               | 14. pułk płk William T. Nichols                                                                            |
| 3. dywizja gen. mjr Doubleday, gen. bryg. Thomas A. Rowley, gen.Doubleday | 3. brygada gen. bryg. George J. Stannard (ranny), płk Francis V. Randall pułki z Vermontu                                                                               | 15. pułk płk Redfield Proctor                                                                              |
| 3. dywizja gen. mjr Doubleday, gen. bryg. Thomas A. Rowley, gen.Doubleday | 3. brygada gen. bryg. George J. Stannard (ranny), płk Francis V. Randall pułki z Vermontu                                                                               | 16. pułk płk Wheelock G. Veazey                                                                            |
| Brygada artylerii I Korpusu płk Charles S. Wainwright                     | Brygada artylerii I Korpusu płk Charles S. Wainwright | Bateria B z 2. pułku artylerii lekkiej z Maine kpt. James A. Hall                                          |
| Brygada artylerii I Korpusu płk Charles S. Wainwright                     | Brygada artylerii I Korpusu płk Charles S. Wainwright | Bateria E z 5. pułku artylerii lekkiej z Maine kpt. Greenleaf T. Stevens (ranny), ppor. Edward N. Whittier |
| Brygada artylerii I Korpusu płk Charles S. Wainwright                     | Brygada artylerii I Korpusu płk Charles S. Wainwright | Bateria L z 1. pułku artylerii lekkiej z Nowego Jorku kpt. Gilbert H. Reynolds (ranny), por. George Breck  |
| Brygada artylerii I Korpusu płk Charles S. Wainwright                     | Brygada artylerii I Korpusu płk Charles S. Wainwright | Bateria B z 1. pułku artylerii lekkiej z Pensylwanii kpt. James H. Cooper                                  |
| Brygada artylerii I Korpusu płk Charles S. Wainwright                     | Brygada artylerii I Korpusu płk Charles S. Wainwright | Bateria z 4. pułku US por. James Stewart                                                                   |

### II Korpus
Dowódca korpusu – gen. mjr Winfield S. Hancock, gen. bryg. John Gibbon, gen. Hancock (ranny), gen. bryg. William Hays
| 1. dywizja gen. bryg. John C. Caldwell           | 1. brygada płk Edward E. Cross (śmiertelnie ranny) płk H. Boyd McKeen                                                    | 5. pułk z New Hampshire ppłk Charles E. Hapgood |
| 1. dywizja gen. bryg. John C. Caldwell           | 1. brygada płk Edward E. Cross (śmiertelnie ranny) płk H. Boyd McKeen                                                    | 61. pułk z Nowego Jorku ppłk Knut Oscar Broady |
| 1. dywizja gen. bryg. John C. Caldwell           | 1. brygada płk Edward E. Cross (śmiertelnie ranny) płk H. Boyd McKeen                                                    | 81. pułk z Pensylwanii płk McKeen, ppłk Amos Stroh |
| 1. dywizja gen. bryg. John C. Caldwell           | 1. brygada płk Edward E. Cross (śmiertelnie ranny) płk H. Boyd McKeen                                                    | 148. pułk z Pensylwanii ppłk Robert McFarlane |
| 1. dywizja gen. bryg. John C. Caldwell           | 2. „irlandzka” brygada płk Patrick Kelly                                                                                 | 28. pułk z Massachusetts płk Richard Byrnes |
| 1. dywizja gen. bryg. John C. Caldwell           | 2. „irlandzka” brygada płk Patrick Kelly                                                                                 | 63. pułk z Nowego Jorku ppłk Richard C. Bentley (ranny), kpt. Thomas Touhy                                                                                   |
| 1. dywizja gen. bryg. John C. Caldwell           | 2. „irlandzka” brygada płk Patrick Kelly                                                                                 | 69. pułk z Nowego Jorku kpt. Richard Moroney (ranny), por. James J. Smith                                                                                    |
| 1. dywizja gen. bryg. John C. Caldwell           | 2. „irlandzka” brygada płk Patrick Kelly                                                                                 | 88. pułk z Nowego Jorku kpt. Denis F. Burke |
| 1. dywizja gen. bryg. John C. Caldwell           | 2. „irlandzka” brygada płk Patrick Kelly                                                                                 | 116. pułk z Pensylwanii mjr St. Clair A. Mulholland |
| 1. dywizja gen. bryg. John C. Caldwell           | 3. brygada gen. bryg. Samuel K. Zook (śmiertelnie ranny) ppłk John Fraser                                                | 52. pułk z Nowego Jorku ppłk Charles Godfrey Freudenberg (ranny), mjr Edward Venuti (poległ), kpt. William Scherrer                                          |
| 1. dywizja gen. bryg. John C. Caldwell           | 3. brygada gen. bryg. Samuel K. Zook (śmiertelnie ranny) ppłk John Fraser                                                | 57. pułk z Nowego Jorku ppłk Alford B. Chapman |
| 1. dywizja gen. bryg. John C. Caldwell           | 3. brygada gen. bryg. Samuel K. Zook (śmiertelnie ranny) ppłk John Fraser                                                | 66. pułk z Nowego Jorku płk Orlando H. Morris (ranny), mjr Peter Nelson                                                                                      |
| 1. dywizja gen. bryg. John C. Caldwell           | 3. brygada gen. bryg. Samuel K. Zook (śmiertelnie ranny) ppłk John Fraser                                                | 140. pułk z Pensylwanii płk Richard P. Roberts (poległ), ppłk Fraser                                                                                         |
| 1. dywizja gen. bryg. John C. Caldwell           | 4. brygada płk John R. Brooke                                                                                            | 27. pułk z Connecticut ppłk Henry C. Merwin (poległ), mjr James H. Coburn                                                                                    |
| 1. dywizja gen. bryg. John C. Caldwell           | 4. brygada płk John R. Brooke                                                                                            | 2. pułk z Delaware płk William P. Baily (ranny), kpt. Charles H. Christman                                                                                   |
| 1. dywizja gen. bryg. John C. Caldwell           | 4. brygada płk John R. Brooke                                                                                            | 64. pułk z Nowego Jorku płk Daniel G. Bingham (ranny), mjr Leman W. Bradley                                                                                  |
| 1. dywizja gen. bryg. John C. Caldwell           | 4. brygada płk John R. Brooke                                                                                            | 53. pułk z Pensylwanii ppłk Richards McMichael |
| 1. dywizja gen. bryg. John C. Caldwell           | 4. brygada płk John R. Brooke                                                                                            | 145. pułk z Pensylwanii płk Hiram L. Brown (ranny), kpt. Moses W. Oliver                                                                                     |
| 2. dywizja gen. bryg. Gibbon, gen. bryg. Harrow  | 1. brygada gen. Harrow                                                                                                   | 19. pułk z Maine płk Francis E. Heath (ranny), ppłk Henry W. Cunningham                                                                                      |
| 2. dywizja gen. bryg. Gibbon, gen. bryg. Harrow  | 1. brygada gen. Harrow                                                                                                   | 15. pułk z Massachusetts płk George H. Ward (poległ), ppłk George C. Joslin                                                                                  |
| 2. dywizja gen. bryg. Gibbon, gen. bryg. Harrow  | 1. brygada gen. Harrow                                                                                                   | 1. pułk z Minnesoty & 2. kompania strzelców wyborowych z Minnesoty płk William Colvill junior (ranny), kpt. Nathan S. Messick (poległ), kpt. Henry C. Coates |
| 2. dywizja gen. bryg. Gibbon, gen. bryg. Harrow  | 1. brygada gen. Harrow                                                                                                   | 82. pułk z Nowego Jorku ppłk James Huston (śmiertelnie ranny), kpt. John Darrow                                                                              |
| 2. dywizja gen. bryg. Gibbon, gen. bryg. Harrow  | 2. brygada gen. bryg. Alexander S. Webb (ranny) pułki z Pensylwanii                                                      | 69. pułk płk Dennis O’Kane (śmiertelnie ranny), kpt. William Davis                                                                                           |
| 2. dywizja gen. bryg. Gibbon, gen. bryg. Harrow  | 2. brygada gen. bryg. Alexander S. Webb (ranny) pułki z Pensylwanii                                                      | 71. pułk płk Richard Penn-Smith |
| 2. dywizja gen. bryg. Gibbon, gen. bryg. Harrow  | 2. brygada gen. bryg. Alexander S. Webb (ranny) pułki z Pensylwanii                                                      | 72. pułk płk Dewitt C. Baxter (ranny), ppłk Theodore Hesser                                                                                                  |
| 2. dywizja gen. bryg. Gibbon, gen. bryg. Harrow  | 2. brygada gen. bryg. Alexander S. Webb (ranny) pułki z Pensylwanii                                                      | 106. pułk ppłk William L. Curry |
| 2. dywizja gen. bryg. Gibbon, gen. bryg. Harrow  | 3. brygada płk Norman J. Hall                                                                                            | 19. pułk z Massachusetts płk Arthur F. Devereux |
| 2. dywizja gen. bryg. Gibbon, gen. bryg. Harrow  | 3. brygada płk Norman J. Hall                                                                                            | 20. pułk z Massachusetts płk Paul J. Revere (śmiertelnie ranny), ppłk George N. Macy (ranny), kpt. Henry L. Abbott                                           |
| 2. dywizja gen. bryg. Gibbon, gen. bryg. Harrow  | 3. brygada płk Norman J. Hall                                                                                            | 1. kompania strzelców wyborowych z Massachusetts kpt. William Plumer                                                                                         |
| 2. dywizja gen. bryg. Gibbon, gen. bryg. Harrow  | 3. brygada płk Norman J. Hall                                                                                            | 7. pułk z Michigan ppłk Amos E. Steele junior (poległ), mjr Sylvanus W. Curtis                                                                               |
| 2. dywizja gen. bryg. Gibbon, gen. bryg. Harrow  | 3. brygada płk Norman J. Hall                                                                                            | 42. pułk z Nowego Jorku płk James E. Mallon |
| 2. dywizja gen. bryg. Gibbon, gen. bryg. Harrow  | 3. brygada płk Norman J. Hall                                                                                            | 59. pułk z Nowego Jorku płk Max A. Thoman (śmiertelnie ranny), kpt. William McFadden                                                                         |
| 3. dywizja gen. bryg. Alexander Hays             | 1. brygada płk Samuel S. Caroll                                                                                          | 14. pułk z Indiany płk John Coons |
| 3. dywizja gen. bryg. Alexander Hays             | 1. brygada płk Samuel S. Caroll                                                                                          | 4. pułk z Ohio ppłk Leonard W. Carpenter |
| 3. dywizja gen. bryg. Alexander Hays             | 1. brygada płk Samuel S. Caroll                                                                                          | 8. pułk z Ohio ppłk Franklin Sawyer |
| 3. dywizja gen. bryg. Alexander Hays             | 1. brygada płk Samuel S. Caroll                                                                                          | 7. pułk z Wirginii Zachodniej ppłk Jonathan H. Lockwood |
| 3. dywizja gen. bryg. Alexander Hays             | 2. brygada płk Thomas. A. Smyth (ranny) ppłk Francis E. Pierce                                                           | 14. pułk z Connecticut mjr Theodore G. Ellis |
| 3. dywizja gen. bryg. Alexander Hays             | 2. brygada płk Thomas. A. Smyth (ranny) ppłk Francis E. Pierce                                                           | 1. pułk z Delaware ppłk Edward P. Harris, kpt. Thomas B. Hizar (ranny), por. William Smith (śmiertelnie ranny), por. John T. Dent                            |
| 3. dywizja gen. bryg. Alexander Hays             | 2. brygada płk Thomas. A. Smyth (ranny) ppłk Francis E. Pierce                                                           | 12. pułk z New Jersey mjr John T. Hill |
| 3. dywizja gen. bryg. Alexander Hays             | 2. brygada płk Thomas. A. Smyth (ranny) ppłk Francis E. Pierce                                                           | 108. pułk z Nowego Jorku ppłk Pierce |
| 3. dywizja gen. bryg. Alexander Hays             | 3. brygada płk George Willard (poległ), płk Eliakim Sherrill (śmiertelnie ranny) ppłk James M. Bull pułki z Nowego Jorku | 39. pułk mjr Hugo Hildebrandt |
| 3. dywizja gen. bryg. Alexander Hays             | 3. brygada płk George Willard (poległ), płk Eliakim Sherrill (śmiertelnie ranny) ppłk James M. Bull pułki z Nowego Jorku | 111. pułk płk Clinton D. MacDougall (ranny), ppłk Isaac M. Lusk (ranny), kpt. Aaron P. Seeley                                                                |
| 3. dywizja gen. bryg. Alexander Hays             | 3. brygada płk George Willard (poległ), płk Eliakim Sherrill (śmiertelnie ranny) ppłk James M. Bull pułki z Nowego Jorku | 125. pułk ppłk Levin Crandell |
| 3. dywizja gen. bryg. Alexander Hays             | 3. brygada płk George Willard (poległ), płk Eliakim Sherrill (śmiertelnie ranny) ppłk James M. Bull pułki z Nowego Jorku | 126. pułk płk Sherrill, ppłk Bull |
| Brygada artylerii II Korpusu kpt. John G. Hazard | Brygada artylerii II Korpusu kpt. John G. Hazard                                                                         | Bateria A z 1. pułku artylerii lekkiej z Rhode Island kpt. William A. Arnold                                                                                 |
| Brygada artylerii II Korpusu kpt. John G. Hazard | Brygada artylerii II Korpusu kpt. John G. Hazard                                                                         | Bateria B z 1. pułku artylerii lekkiej z Nowego Jorku kpt. James McKay Rorty (poległ), por Albert S. Sheldon (ranny), por. Robert E. Rogers                  |
| Brygada artylerii II Korpusu kpt. John G. Hazard | Brygada artylerii II Korpusu kpt. John G. Hazard                                                                         | Bateria B z 1. pułku artylerii lekkiej z Rhode Island por. Thomas F. Brown (ranny), por. Walter S. Perrin                                                    |
| Brygada artylerii II Korpusu kpt. John G. Hazard | Brygada artylerii II Korpusu kpt. John G. Hazard                                                                         | Bateria A z 4. pułku artylerii US por. Alonzo H. Cushing (poległ), sierżant Frederick Fuger                                                                  |
| Brygada artylerii II Korpusu kpt. John G. Hazard | Brygada artylerii II Korpusu kpt. John G. Hazard                                                                         | Bateria I z 1. pułku artylerii US por. George A. Woodruff (śmiertelnie ranny), por. Tully McCrea                                                             |

### III Korpus
Dowódca korpusu – gen. mjr Daniel E. Sickles (ranny), gen. mjr Daniel B. Birney
| 1. dywizja gen. Birney, gen. bryg. John H. Ward                                           | 1. brygada gen. bryg. Charles K. Graham (ranny i wzięty do niewoli), płk Andrew H. Tippin pułki z Pensylwanii | 57. pułk płk Peter Sides (ranny), kpt. Alanson H. Nelson |
| 1. dywizja gen. Birney, gen. bryg. John H. Ward                                           | 1. brygada gen. bryg. Charles K. Graham (ranny i wzięty do niewoli), płk Andrew H. Tippin pułki z Pensylwanii | 63. pułk mjr John A. Danks |
| 1. dywizja gen. Birney, gen. bryg. John H. Ward                                           | 1. brygada gen. bryg. Charles K. Graham (ranny i wzięty do niewoli), płk Andrew H. Tippin pułki z Pensylwanii | 68. pułk płk Tippin, kpt. Milton S. Davis |
| 1. dywizja gen. Birney, gen. bryg. John H. Ward                                           | 1. brygada gen. bryg. Charles K. Graham (ranny i wzięty do niewoli), płk Andrew H. Tippin pułki z Pensylwanii | 105. pułk płk Calvin A. Craig |
| 1. dywizja gen. Birney, gen. bryg. John H. Ward                                           | 1. brygada gen. bryg. Charles K. Graham (ranny i wzięty do niewoli), płk Andrew H. Tippin pułki z Pensylwanii | 114. pułk ppłk Frederick F. Cavada (wzięty do niewoli), kpt. Edward R. Bowen |
| 1. dywizja gen. Birney, gen. bryg. John H. Ward                                           | 1. brygada gen. bryg. Charles K. Graham (ranny i wzięty do niewoli), płk Andrew H. Tippin pułki z Pensylwanii | 141. pułk płk Henry J. Madill |
| 1. dywizja gen. Birney, gen. bryg. John H. Ward                                           | 2. brygada gen. Ward, płk Hiram Berdan                                                                        | 20. pułk z Indiany płk John Wheeler (poległ), ppłk William C. L. Taylor |
| 1. dywizja gen. Birney, gen. bryg. John H. Ward                                           | 2. brygada gen. Ward, płk Hiram Berdan                                                                        | 3. pułk z Maine płk Moses B. Lakeman |
| 1. dywizja gen. Birney, gen. bryg. John H. Ward                                           | 2. brygada gen. Ward, płk Hiram Berdan                                                                        | 4. pułk z Maine płk Elijah Walker (ranny), kpt. Edwin Libby |
| 1. dywizja gen. Birney, gen. bryg. John H. Ward                                           | 2. brygada gen. Ward, płk Hiram Berdan                                                                        | 86. pułk z Nowego Jorku płk Benjamin L. Higgins |
| 1. dywizja gen. Birney, gen. bryg. John H. Ward                                           | 2. brygada gen. Ward, płk Hiram Berdan                                                                        | 124. pułk z Nowego Jorku płk Augustus Van Horne Ellis (poległ), ppłk Francis M. Cummins                                                                                            |
| 1. dywizja gen. Birney, gen. bryg. John H. Ward                                           | 2. brygada gen. Ward, płk Hiram Berdan                                                                        | 99. pułk z Pensylwanii mjr John W. Moore |
| 1. dywizja gen. Birney, gen. bryg. John H. Ward                                           | 2. brygada gen. Ward, płk Hiram Berdan                                                                        | 1. pułk strzelców wyborowych US płk Berdan, ppłk Casper Trepp |
| 1. dywizja gen. Birney, gen. bryg. John H. Ward                                           | 2. brygada gen. Ward, płk Hiram Berdan                                                                        | 2. pułk strzelców wyborowych US mjr Homer R. Stoughton |
| 1. dywizja gen. Birney, gen. bryg. John H. Ward                                           | 3. brygada płk Philip R. de Trobriand                                                                         | 17. pułk z Maine ppłk Charles B. Merrill |
| 1. dywizja gen. Birney, gen. bryg. John H. Ward                                           | 3. brygada płk Philip R. de Trobriand                                                                         | 3. pułk z Michigan płk Byron R. Pierce (ranny), ppłk Edwin S. Pierce |
| 1. dywizja gen. Birney, gen. bryg. John H. Ward                                           | 3. brygada płk Philip R. de Trobriand                                                                         | 5. pułk z Michigan ppłk John Pulford |
| 1. dywizja gen. Birney, gen. bryg. John H. Ward                                           | 3. brygada płk Philip R. de Trobriand                                                                         | 40. pułk z Nowego Jorku płk Thomas W. Egan |
| 1. dywizja gen. Birney, gen. bryg. John H. Ward                                           | 3. brygada płk Philip R. de Trobriand                                                                         | 110. pułk z Pensylwanii ppłk David M. Jones (ranny), mjr Isaac Rogers |
| 2. dywizja gen. bryg. Andrew A. Humphreys                                                 | 1. brygada gen. bryg. Joseph B. Carr                                                                          | 1. pułk z Massachusetts ppłk Clark B. Baldwin |
| 2. dywizja gen. bryg. Andrew A. Humphreys                                                 | 1. brygada gen. bryg. Joseph B. Carr                                                                          | 11. pułk z Massachusetts ppłk Porter D. Tripp |
| 2. dywizja gen. bryg. Andrew A. Humphreys                                                 | 1. brygada gen. bryg. Joseph B. Carr                                                                          | 16. pułk z Massachusetts ppłk Waldo Merriam (ranny), kpt. Matthew Donovan |
| 2. dywizja gen. bryg. Andrew A. Humphreys                                                 | 1. brygada gen. bryg. Joseph B. Carr                                                                          | 12. pułk z New Hampshire kpt. John F. Langley |
| 2. dywizja gen. bryg. Andrew A. Humphreys                                                 | 1. brygada gen. bryg. Joseph B. Carr                                                                          | 11. pułk z New Jersey płk Robert McAllister (ranny), kpt. Luther Martin (śmiertelnie raniony), kpt. William H. Lloyd (ranny), kpt. Samuel T. Sleeper, por. John Schoonover (ranny) |
| 2. dywizja gen. bryg. Andrew A. Humphreys                                                 | 1. brygada gen. bryg. Joseph B. Carr                                                                          | 26. pułk z Pensylwanii mjr Robert L. Bodine |
| 2. dywizja gen. bryg. Andrew A. Humphreys                                                 | 1. brygada gen. bryg. Joseph B. Carr                                                                          | 84. pułk z Pensylwanii płk Milton Opp |
| 2. dywizja gen. bryg. Andrew A. Humphreys                                                 | 2. brygada płk William R. Brewster pułki z Nowego Jorku                                                       | 70. pułk płk John E. Farnum |
| 2. dywizja gen. bryg. Andrew A. Humphreys                                                 | 2. brygada płk William R. Brewster pułki z Nowego Jorku                                                       | 71. pułk płk Henry L. Potter |
| 2. dywizja gen. bryg. Andrew A. Humphreys                                                 | 2. brygada płk William R. Brewster pułki z Nowego Jorku                                                       | 72. pułk płk John S. Austin (ranny), ppłk John Leonard |
| 2. dywizja gen. bryg. Andrew A. Humphreys                                                 | 2. brygada płk William R. Brewster pułki z Nowego Jorku                                                       | 73. pułk mjr Michael W. Burns |
| 2. dywizja gen. bryg. Andrew A. Humphreys                                                 | 2. brygada płk William R. Brewster pułki z Nowego Jorku                                                       | 74. pułk ppłk Thomas Holt |
| 2. dywizja gen. bryg. Andrew A. Humphreys                                                 | 2. brygada płk William R. Brewster pułki z Nowego Jorku                                                       | 120. pułk ppłk Cornelius D. Westbrook (ranny), mjr John R. Tappen |
| 2. dywizja gen. bryg. Andrew A. Humphreys                                                 | 3. brygada płk George C. Burling                                                                              | 2. pułk z New Hampshire płk Edward L. Bailey |
| 2. dywizja gen. bryg. Andrew A. Humphreys                                                 | 3. brygada płk George C. Burling                                                                              | 5. pułk z New Jersey płk William J. Sewell (ranny), kpt. Thomas C. Godfrey, kpt. Henry H. Woolsey                                                                                  |
| 2. dywizja gen. bryg. Andrew A. Humphreys                                                 | 3. brygada płk George C. Burling                                                                              | 6. pułk z New Jersey ppłk Stephen R. Gilkyson |
| 2. dywizja gen. bryg. Andrew A. Humphreys                                                 | 3. brygada płk George C. Burling                                                                              | 7. pułk z New Jersey płk Louis R. Francine (śmiertelnie ranny), ppłk Frederick Cooper                                                                                              |
| 2. dywizja gen. bryg. Andrew A. Humphreys                                                 | 3. brygada płk George C. Burling                                                                              | 8. pułk z New Jersey płk John Ramsey (ranny), kpt. John G. Langston |
| 2. dywizja gen. bryg. Andrew A. Humphreys                                                 | 3. brygada płk George C. Burling                                                                              | 115. pułk z Pensylwanii mjr John P. Dunne |
| Brygada artylerii III Korpusu kpt. George A. Randolph (ranny), kpt. Adoniram Judson Clark | Brygada artylerii III Korpusu kpt. George A. Randolph (ranny), kpt. Adoniram Judson Clark                     | Bateria B z 1. pułku artylerii lekkiej z New Jersey kpt. Clark, por. Robert Sims                                                                                                   |
| Brygada artylerii III Korpusu kpt. George A. Randolph (ranny), kpt. Adoniram Judson Clark | Brygada artylerii III Korpusu kpt. George A. Randolph (ranny), kpt. Adoniram Judson Clark                     | Bateria D z 1. pułku artylerii lekkiej z Nowego Jorku kpt. George B. Winslow |
| Brygada artylerii III Korpusu kpt. George A. Randolph (ranny), kpt. Adoniram Judson Clark | Brygada artylerii III Korpusu kpt. George A. Randolph (ranny), kpt. Adoniram Judson Clark                     | Bateria z 4. pułku artylerii lekkiej z Nowego Jorku kpt. James E. Smith |
| Brygada artylerii III Korpusu kpt. George A. Randolph (ranny), kpt. Adoniram Judson Clark | Brygada artylerii III Korpusu kpt. George A. Randolph (ranny), kpt. Adoniram Judson Clark                     | Bateria E z 1. pułku artylerii lekkiej z Rhode Island por. John K. Bucklyn (ranny), por. Benjamin Freeborn                                                                         |
| Brygada artylerii III Korpusu kpt. George A. Randolph (ranny), kpt. Adoniram Judson Clark | Brygada artylerii III Korpusu kpt. George A. Randolph (ranny), kpt. Adoniram Judson Clark                     | Bateria K z 4. pułku artylerii US por. Francis W. Seeley (ranny), por. Robert James                                                                                                |

### V Korpus
Dowódca korpusu – gen. mjr George Sykes
| 1. dywizja gen. bryg. James Barnes (ranny), gen. bryg. Charles Griffin | 1. brygada płk William S. Tilton                                    | 18. pułk z Massachusetts płk Joseph Hayes                                                        |
| 1. dywizja gen. bryg. James Barnes (ranny), gen. bryg. Charles Griffin | 1. brygada płk William S. Tilton                                    | 22. pułk z Massachusetts ppłk Thomas Sherwin junior                                              |
| 1. dywizja gen. bryg. James Barnes (ranny), gen. bryg. Charles Griffin | 1. brygada płk William S. Tilton                                    | 1. pułk z Michigan płk Ira C. Abbott (ranny), ppłk William A. Throop                             |
| 1. dywizja gen. bryg. James Barnes (ranny), gen. bryg. Charles Griffin | 1. brygada płk William S. Tilton                                    | 118. pułk z Pensylwanii ppłk James Gwyn                                                          |
| 1. dywizja gen. bryg. James Barnes (ranny), gen. bryg. Charles Griffin | 2. brygada płk Jacob B. Sweitzer                                    | 9. pułk z Massachusetts płk Patrick R. Guiney                                                    |
| 1. dywizja gen. bryg. James Barnes (ranny), gen. bryg. Charles Griffin | 2. brygada płk Jacob B. Sweitzer                                    | 32. pułk z Massachusetts płk George L. Prescott                                                  |
| 1. dywizja gen. bryg. James Barnes (ranny), gen. bryg. Charles Griffin | 2. brygada płk Jacob B. Sweitzer                                    | 4. pułk z Michigan płk Harrison H. Jeffords (śmiertelnie ranny), ppłk George W. Lumbard          |
| 1. dywizja gen. bryg. James Barnes (ranny), gen. bryg. Charles Griffin | 2. brygada płk Jacob B. Sweitzer                                    | 62. pułk z Pensylwanii ppłk James C. Hull                                                        |
| 1. dywizja gen. bryg. James Barnes (ranny), gen. bryg. Charles Griffin | 3. brygada płk Strong Vincent (śmiertelnie ranny) płk James C. Rice | 20. pułk z Maine płk Joshua L. Chamberlain                                                       |
| 1. dywizja gen. bryg. James Barnes (ranny), gen. bryg. Charles Griffin | 3. brygada płk Strong Vincent (śmiertelnie ranny) płk James C. Rice | 16. pułk z Michigan ppłk Norval E. Welch                                                         |
| 1. dywizja gen. bryg. James Barnes (ranny), gen. bryg. Charles Griffin | 3. brygada płk Strong Vincent (śmiertelnie ranny) płk James C. Rice | 44. pułk z Nowego Jorku płk Rice, ppłk Freeman Conner                                            |
| 1. dywizja gen. bryg. James Barnes (ranny), gen. bryg. Charles Griffin | 3. brygada płk Strong Vincent (śmiertelnie ranny) płk James C. Rice | 83. pułk z Pensylwanii kpt. Orpheus S. Woodward                                                  |
| 2. dywizja gen. bryg. Romeyn B. Ayres                                  | 1. brygada płk Hannibal Day                                         | 3. pułk US kpt. Henry W. Freedley (ranny), kpt. Richard G. Lay                                   |
| 2. dywizja gen. bryg. Romeyn B. Ayres                                  | 1. brygada płk Hannibal Day                                         | 4. pułk US kpt. Julius W. Adams junior                                                           |
| 2. dywizja gen. bryg. Romeyn B. Ayres                                  | 1. brygada płk Hannibal Day                                         | 6. pułk US kpt. Levi C. Bootes                                                                   |
| 2. dywizja gen. bryg. Romeyn B. Ayres                                  | 1. brygada płk Hannibal Day                                         | 12. pułk US kpt. Thomas S. Dunn                                                                  |
| 2. dywizja gen. bryg. Romeyn B. Ayres                                  | 1. brygada płk Hannibal Day                                         | 14. pułk US mjr Grotius R. Giddings                                                              |
| 2. dywizja gen. bryg. Romeyn B. Ayres                                  | 2. brygada płk Sidney Burbank                                       | 2. pułk US mjr Arthur T. Lee (ranny), kpt. Samuel A. McKee                                       |
| 2. dywizja gen. bryg. Romeyn B. Ayres                                  | 2. brygada płk Sidney Burbank                                       | 7. pułk US< kpt. David P. Hancock                                                                |
| 2. dywizja gen. bryg. Romeyn B. Ayres                                  | 2. brygada płk Sidney Burbank                                       | 10. pułk US< kpt. William Clinton                                                                |
| 2. dywizja gen. bryg. Romeyn B. Ayres                                  | 2. brygada płk Sidney Burbank                                       | 11. pułk US< mjr DeLancey Floyd-Jones                                                            |
| 2. dywizja gen. bryg. Romeyn B. Ayres                                  | 2. brygada płk Sidney Burbank                                       | 17. pułk US< ppłk James D. Greene                                                                |
| 2. dywizja gen. bryg. Romeyn B. Ayres                                  | 3. brygada gen. bryg. Stephen H. Weed (poległ), płk Kenner Garrard  | 140. pułk z Nowego Jorku płk Patrick O’Rorke (poległ), ppłk Louis Ernst                          |
| 2. dywizja gen. bryg. Romeyn B. Ayres                                  | 3. brygada gen. bryg. Stephen H. Weed (poległ), płk Kenner Garrard  | 146. pułk z Nowego Jorku płk Garrard, ppłk David T. Jenkins                                      |
| 2. dywizja gen. bryg. Romeyn B. Ayres                                  | 3. brygada gen. bryg. Stephen H. Weed (poległ), płk Kenner Garrard  | 91. pułk z Pensylwanii ppłk Joseph H. Sinex                                                      |
| 2. dywizja gen. bryg. Romeyn B. Ayres                                  | 3. brygada gen. bryg. Stephen H. Weed (poległ), płk Kenner Garrard  | 155. pułk z Pensylwanii ppłk John H. Cain                                                        |
| 3. dywizja gen. bryg. Samuel W. Crawford pułki rezerwowe z Pensylwanii | 1. brygada płk William Mc Candless                                  | 1. pułk płk William C. Talley                                                                    |
| 3. dywizja gen. bryg. Samuel W. Crawford pułki rezerwowe z Pensylwanii | 1. brygada płk William Mc Candless                                  | 2. pułk ppłk George A. Woodward                                                                  |
| 3. dywizja gen. bryg. Samuel W. Crawford pułki rezerwowe z Pensylwanii | 1. brygada płk William Mc Candless                                  | 6. pułk ppłk Wellington H. Ent                                                                   |
| 3. dywizja gen. bryg. Samuel W. Crawford pułki rezerwowe z Pensylwanii | 1. brygada płk William Mc Candless                                  | 13. pułk płk Charles F. Taylor (poległ), mjr William R. Hartshorne                               |
| 3. dywizja gen. bryg. Samuel W. Crawford pułki rezerwowe z Pensylwanii | 3. brygada płk Joseph Fischer                                       | 5. pułk ppłk George Dare                                                                         |
| 3. dywizja gen. bryg. Samuel W. Crawford pułki rezerwowe z Pensylwanii | 3. brygada płk Joseph Fischer                                       | 9. pułk ppłk James McK. Snodgrass                                                                |
| 3. dywizja gen. bryg. Samuel W. Crawford pułki rezerwowe z Pensylwanii | 3. brygada płk Joseph Fischer                                       | 10. pułk płk Adoniram J. Warner                                                                  |
| 3. dywizja gen. bryg. Samuel W. Crawford pułki rezerwowe z Pensylwanii | 3. brygada płk Joseph Fischer                                       | 11. pułk płk Samuel M. Jackson                                                                   |
| 3. dywizja gen. bryg. Samuel W. Crawford pułki rezerwowe z Pensylwanii | 3. brygada płk Joseph Fischer                                       | 12. pułk płk Martin D. Hardin                                                                    |
| Brygada artylerii V Korpusu kpt. Augustus P. Martin                    | Brygada artylerii V Korpusu kpt. Augustus P. Martin                 | Bateria C z 3. pułku artylerii z Massachusetts por. Aaron F. Walcott                             |
| Brygada artylerii V Korpusu kpt. Augustus P. Martin                    | Brygada artylerii V Korpusu kpt. Augustus P. Martin                 | Bateria C z 1. pułku artylerii z Nowego Jorku kpt. Almont Barnes                                 |
| Brygada artylerii V Korpusu kpt. Augustus P. Martin                    | Brygada artylerii V Korpusu kpt. Augustus P. Martin                 | Bateria L z 1. pułku artylerii lekkiej z Ohio kpt. Frank C. Gibbs                                |
| Brygada artylerii V Korpusu kpt. Augustus P. Martin                    | Brygada artylerii V Korpusu kpt. Augustus P. Martin                 | Bateria D z 5. pułku artylerii US por. Charles E. Hazlett (poległ), por. Benjamin F. Rittenhouse |
| Brygada artylerii V Korpusu kpt. Augustus P. Martin                    | Brygada artylerii V Korpusu kpt. Augustus P. Martin                 | Bateria I z 5. pułku artylerii US por. Malbone F. Watson (ranny), ppor. Charles C. MacConnell    |

### VI Korpus
Dowódca korpusu – gen. mjr John Sedgwick
| 1. dywizja gen. bryg. Horatio Wright                      | 1. brygada gen. bryg. Alfred Torbert pułki z New Jersey | 1. pułk ppłk William Henry junior                                                |
| 1. dywizja gen. bryg. Horatio Wright                      | 1. brygada gen. bryg. Alfred Torbert pułki z New Jersey | 2. pułk ppłk Charles Wiebecke                                                    |
| 1. dywizja gen. bryg. Horatio Wright                      | 1. brygada gen. bryg. Alfred Torbert pułki z New Jersey | 3. pułk ppłk Edward L. Campbell                                                  |
| 1. dywizja gen. bryg. Horatio Wright                      | 1. brygada gen. bryg. Alfred Torbert pułki z New Jersey | 4. pułk mjr Charles Ewing                                                        |
| 1. dywizja gen. bryg. Horatio Wright                      | 1. brygada gen. bryg. Alfred Torbert pułki z New Jersey | 5. pułk płk William H. Penrose                                                   |
| 1. dywizja gen. bryg. Horatio Wright                      | 2. brygada gen. bryg. Joseph J. Bartlett                | 5. pułk z Maine płk Clark S. Edwards                                             |
| 1. dywizja gen. bryg. Horatio Wright                      | 2. brygada gen. bryg. Joseph J. Bartlett                | 121. pułk z Nowego Jorku płk Emory Upton                                         |
| 1. dywizja gen. bryg. Horatio Wright                      | 2. brygada gen. bryg. Joseph J. Bartlett                | 95. pułk z Pensylwanii ppłk Edward Carroll                                       |
| 1. dywizja gen. bryg. Horatio Wright                      | 2. brygada gen. bryg. Joseph J. Bartlett                | 96. pułk z Pensylwanii mjr William H. Lessig                                     |
| 1. dywizja gen. bryg. Horatio Wright                      | 3. brygada gen. bryg. David A. Russell                  | 6. pułk z Maine płk Hiram Burnham                                                |
| 1. dywizja gen. bryg. Horatio Wright                      | 3. brygada gen. bryg. David A. Russell                  | 49. pułk z Pensylwanii ppłk Thomas M. Hulings                                    |
| 1. dywizja gen. bryg. Horatio Wright                      | 3. brygada gen. bryg. David A. Russell                  | 119. pułk z Pensylwanii płk Peter C. Ellmaker                                    |
| 1. dywizja gen. bryg. Horatio Wright                      | 3. brygada gen. bryg. David A. Russell                  | 5. pułk z Wisconsin płk Thomas S. Allen                                          |
| 2. dywizja gen. bryg. Albion P. Howe                      | 2. brygada płk Lewis A. Grant pułki z Vermontu          | 2. pułk płk James H. Walbridge                                                   |
| 2. dywizja gen. bryg. Albion P. Howe                      | 2. brygada płk Lewis A. Grant pułki z Vermontu          | 3. pułk płk Thomas O. Seaver                                                     |
| 2. dywizja gen. bryg. Albion P. Howe                      | 2. brygada płk Lewis A. Grant pułki z Vermontu          | 4. pułk płk Charles B. Stoughton                                                 |
| 2. dywizja gen. bryg. Albion P. Howe                      | 2. brygada płk Lewis A. Grant pułki z Vermontu          | 5. pułk ppłk John R. Lewis                                                       |
| 2. dywizja gen. bryg. Albion P. Howe                      | 2. brygada płk Lewis A. Grant pułki z Vermontu          | 6. pułk płk Elisha L. Barney                                                     |
| 2. dywizja gen. bryg. Albion P. Howe                      | 3. brygada gen. bryg. Thomas H. Neill                   | 7. pułk z Maine ppłk Selden Connor                                               |
| 2. dywizja gen. bryg. Albion P. Howe                      | 3. brygada gen. bryg. Thomas H. Neill                   | 33. pułk z Nowego Jorku kpt. Henry J. Gifford                                    |
| 2. dywizja gen. bryg. Albion P. Howe                      | 3. brygada gen. bryg. Thomas H. Neill                   | 43. pułk z Nowego Jorku ppłk John Wilson                                         |
| 2. dywizja gen. bryg. Albion P. Howe                      | 3. brygada gen. bryg. Thomas H. Neill                   | 49. pułk z Nowego Jorku płk Daniel D. Bidwell                                    |
| 2. dywizja gen. bryg. Albion P. Howe                      | 3. brygada gen. bryg. Thomas H. Neill                   | 77. pułk z Nowego Jorku ppłk Winsor B. French                                    |
| 2. dywizja gen. bryg. Albion P. Howe                      | 3. brygada gen. bryg. Thomas H. Neill                   | 61. pułk z Pensylwanii ppłk George F. Smith                                      |
| 3. dywizja gen. mjr John Newton, gen. bryg. Frank Wheaton | 1. brygada gen. bryg. Alexander Shaler                  | 65. pułk z Nowego Jorku płk Joseph E. Hamblin                                    |
| 3. dywizja gen. mjr John Newton, gen. bryg. Frank Wheaton | 1. brygada gen. bryg. Alexander Shaler                  | 67. pułk z Nowego Jorku płk Nelson Cross                                         |
| 3. dywizja gen. mjr John Newton, gen. bryg. Frank Wheaton | 1. brygada gen. bryg. Alexander Shaler                  | 122. pułk z Nowego Jorku płk Silas Titus                                         |
| 3. dywizja gen. mjr John Newton, gen. bryg. Frank Wheaton | 1. brygada gen. bryg. Alexander Shaler                  | 23. pułk z Pensylwanii ppłk John F. Glenn                                        |
| 3. dywizja gen. mjr John Newton, gen. bryg. Frank Wheaton | 1. brygada gen. bryg. Alexander Shaler                  | 82. pułk z Pensylwanii płk Isaac C. Bassett                                      |
| 3. dywizja gen. mjr John Newton, gen. bryg. Frank Wheaton | 2. brygada płk Henry L. Eustis                          | 7. pułk z Massachusetts ppłk Franklin P. Harlow                                  |
| 3. dywizja gen. mjr John Newton, gen. bryg. Frank Wheaton | 2. brygada płk Henry L. Eustis                          | 10. pułk z Massachusetts ppłk Joseph B. Parsons                                  |
| 3. dywizja gen. mjr John Newton, gen. bryg. Frank Wheaton | 2. brygada płk Henry L. Eustis                          | 37. pułk z Massachusetts płk Oliver Edwards                                      |
| 3. dywizja gen. mjr John Newton, gen. bryg. Frank Wheaton | 2. brygada płk Henry L. Eustis                          | 2. pułk z Rhode Island płk Horatio Rogers junior                                 |
| 3. dywizja gen. mjr John Newton, gen. bryg. Frank Wheaton | 3. brygada gen. bryg. Wheaton, płk David J. Nevin       | 62. pułk z Nowego Jorku płk Nevin, ppłk Theodore B. Hamilton                     |
| 3. dywizja gen. mjr John Newton, gen. bryg. Frank Wheaton | 3. brygada gen. bryg. Wheaton, płk David J. Nevin       | 93. pułk z Pensylwanii mjr John I. Nevin                                         |
| 3. dywizja gen. mjr John Newton, gen. bryg. Frank Wheaton | 3. brygada gen. bryg. Wheaton, płk David J. Nevin       | 98. pułk z Pensylwanii mjr John B. Kohler                                        |
| 3. dywizja gen. mjr John Newton, gen. bryg. Frank Wheaton | 3. brygada gen. bryg. Wheaton, płk David J. Nevin       | 102. pułk z Pensylwanii płk John W. Patterson                                    |
| 3. dywizja gen. mjr John Newton, gen. bryg. Frank Wheaton | 3. brygada gen. bryg. Wheaton, płk David J. Nevin       | 139. pułk z Pensylwanii płk Frederick H. Collier (ranny), ppłk William H. Moody  |
| Brygada artylerii VI Korpusu płk Charles H. Tompkins      | Brygada artylerii VI Korpusu płk Charles H. Tompkins    | Bateria A z 1. pułku artylerii lekkiej z Massachusetts kpt. William H. McCartney |
| Brygada artylerii VI Korpusu płk Charles H. Tompkins      | Brygada artylerii VI Korpusu płk Charles H. Tompkins    | Bateria niezależna z 1. pułku artylerii z Nowego Jorku kpt. Andrew Cowan         |
| Brygada artylerii VI Korpusu płk Charles H. Tompkins      | Brygada artylerii VI Korpusu płk Charles H. Tompkins    | Bateria niezależna z 3. pułku artylerii z Nowego Jorku kpt. William A. Harn      |
| Brygada artylerii VI Korpusu płk Charles H. Tompkins      | Brygada artylerii VI Korpusu płk Charles H. Tompkins    | Bateria C z 1. pułku artylerii z Rhode Island kpt. Richard Waterman              |
| Brygada artylerii VI Korpusu płk Charles H. Tompkins      | Brygada artylerii VI Korpusu płk Charles H. Tompkins    | Bateria G z 1. pułku artylerii z Rhode Island kpt. George W. Adams               |
| Brygada artylerii VI Korpusu płk Charles H. Tompkins      | Brygada artylerii VI Korpusu płk Charles H. Tompkins    | Bateria D z 2. pułku artylerii US por. Edward B. Williston                       |
| Brygada artylerii VI Korpusu płk Charles H. Tompkins      | Brygada artylerii VI Korpusu płk Charles H. Tompkins    | Bateria G z 2. pułku artylerii US por. John H. Butler                            |
| Brygada artylerii VI Korpusu płk Charles H. Tompkins      | Brygada artylerii VI Korpusu płk Charles H. Tompkins    | Bateria F z 5. pułku artylerii US por. Leonard Martin                            |

### XI Korpus
Dowódca korpusu – gen. mjr Oliver O. Howard, gen. mjr Carl Schurz, gen. Howard
| 1. dywizja gen. bryg. Francis C. Barlow (ranny i wzięty do niewoli), gen. bryg. Adelbert Ames | 1. brygada płk Leopold von Gilsa                         | 41. pułk z Nowego Jorku ppłk Heinrich Detleo von Einsiedel                                                                                     |
| 1. dywizja gen. bryg. Francis C. Barlow (ranny i wzięty do niewoli), gen. bryg. Adelbert Ames | 1. brygada płk Leopold von Gilsa                         | 54. pułk z Nowego Jorku mjr Stephen Kovacs (wzięty do niewoli), por. Ernst Both                                                                |
| 1. dywizja gen. bryg. Francis C. Barlow (ranny i wzięty do niewoli), gen. bryg. Adelbert Ames | 1. brygada płk Leopold von Gilsa                         | 68. pułk z Nowego Jorku płk Gotthilf Bourry |
| 1. dywizja gen. bryg. Francis C. Barlow (ranny i wzięty do niewoli), gen. bryg. Adelbert Ames | 1. brygada płk Leopold von Gilsa                         | 153. pułk z Pensylwanii mjr John F. Frueauff                                                                                                   |
| 1. dywizja gen. bryg. Francis C. Barlow (ranny i wzięty do niewoli), gen. bryg. Adelbert Ames | 2. brygada gen. Ames, płk Andrew L. Harris               | 17. pułk z Connecticut ppłk Douglas Fowler (poległ), mjr Allen G. Brady                                                                        |
| 1. dywizja gen. bryg. Francis C. Barlow (ranny i wzięty do niewoli), gen. bryg. Adelbert Ames | 2. brygada gen. Ames, płk Andrew L. Harris               | 25. pułk z Ohio ppłk Jeremiah Williams (wzięty do niewoli), kpt. Nathaniel J. Manning (ranny), por. William Maloney (ranny), por. Israel White |
| 1. dywizja gen. bryg. Francis C. Barlow (ranny i wzięty do niewoli), gen. bryg. Adelbert Ames | 2. brygada gen. Ames, płk Andrew L. Harris               | 75. pułk z Ohio płk Harris, kpt. George B. Fox                                                                                                 |
| 1. dywizja gen. bryg. Francis C. Barlow (ranny i wzięty do niewoli), gen. bryg. Adelbert Ames | 2. brygada gen. Ames, płk Andrew L. Harris               | 107. pułk z Ohio płk Seraphim Meyer (ranny), kpt. John M. Lutz                                                                                 |
| 2. dywizja gen. bryg. Adolph von Steinwehr                                                    | 1. brygada płk Charles R. Coster                         | 134. pułk z Nowego Jorku ppłk Allan H. Jackson                                                                                                 |
| 2. dywizja gen. bryg. Adolph von Steinwehr                                                    | 1. brygada płk Charles R. Coster                         | 154. pułk z Nowego Jorku ppłk Daniel B. Allen                                                                                                  |
| 2. dywizja gen. bryg. Adolph von Steinwehr                                                    | 1. brygada płk Charles R. Coster                         | 27. pułk z Pensylwanii ppłk Lorenz Cantador |
| 2. dywizja gen. bryg. Adolph von Steinwehr                                                    | 1. brygada płk Charles R. Coster                         | 73. pułk z Pensylwanii kpt. Daniel F. Kelley                                                                                                   |
| 2. dywizja gen. bryg. Adolph von Steinwehr                                                    | 2. brygada płk Orland Smith                              | 33. pułk z Massachusetts płk Adin B. Underwood                                                                                                 |
| 2. dywizja gen. bryg. Adolph von Steinwehr                                                    | 2. brygada płk Orland Smith                              | 136. pułk z Nowego Jorku płk James Wood junior                                                                                                 |
| 2. dywizja gen. bryg. Adolph von Steinwehr                                                    | 2. brygada płk Orland Smith                              | 55. pułk z Ohio płk Charles B. Gambee |
| 2. dywizja gen. bryg. Adolph von Steinwehr                                                    | 2. brygada płk Orland Smith                              | 73. pułk z Ohio ppłk Richard Long |
| 3. dywizja gen. mjr Carl Schurz, gen. bryg. Alexander Schimmelfennig,                         | 1. brygada gen. Schimmelpfenning, płk George von Amsberg | 82. pułk z Illinois ppłk Edward S. Salomon |
| 3. dywizja gen. mjr Carl Schurz, gen. bryg. Alexander Schimmelfennig,                         | 1. brygada gen. Schimmelpfenning, płk George von Amsberg | 45. pułk z Nowego Jorku płk Amsberg, ppłk Adolf Dobke                                                                                          |
| 3. dywizja gen. mjr Carl Schurz, gen. bryg. Alexander Schimmelfennig,                         | 1. brygada gen. Schimmelpfenning, płk George von Amsberg | 157. pułk z Nowego Jorku płk Philip P. Brown junior                                                                                            |
| 3. dywizja gen. mjr Carl Schurz, gen. bryg. Alexander Schimmelfennig,                         | 1. brygada gen. Schimmelpfenning, płk George von Amsberg | 61. pułk z Ohio płk Stephen J. McGroarty |
| 3. dywizja gen. mjr Carl Schurz, gen. bryg. Alexander Schimmelfennig,                         | 1. brygada gen. Schimmelpfenning, płk George von Amsberg | 74. pułk z Pensylwanii płk Adolph von Hartung (ranny), ppłk Alexander von Mitzel (wzięty do niewoli), kpt. Henry Krauseneck                    |
| 3. dywizja gen. mjr Carl Schurz, gen. bryg. Alexander Schimmelfennig,                         | 2. brygada płk Włodzimierz Krzyżanowski                  | 58. pułk z Nowego Jorku ppłk August Otto, kpt. Emil Koenig                                                                                     |
| 3. dywizja gen. mjr Carl Schurz, gen. bryg. Alexander Schimmelfennig,                         | 2. brygada płk Włodzimierz Krzyżanowski                  | 119. pułk z Nowego Jorku płk John T. Lockman (ranny), ppłk Edward F. Lloyd                                                                     |
| 3. dywizja gen. mjr Carl Schurz, gen. bryg. Alexander Schimmelfennig,                         | 2. brygada płk Włodzimierz Krzyżanowski                  | 75. pułk z Pensylwanii płk Francis Mahler (śmiertelnie ranny), mjr August Ledig                                                                |
| 3. dywizja gen. mjr Carl Schurz, gen. bryg. Alexander Schimmelfennig,                         | 2. brygada płk Włodzimierz Krzyżanowski                  | 82. pułk z Ohio płk James S. Robinson (ranny), ppłk David Thomson                                                                              |
| 3. dywizja gen. mjr Carl Schurz, gen. bryg. Alexander Schimmelfennig,                         | 2. brygada płk Włodzimierz Krzyżanowski                  | 26. pułk z Wisconsin ppłk Hans Boebel (ranny), kpt. John W. Fuchs                                                                              |
| Brygada artylerii XI Korpusu mjr Thomas W. Osborn                                             | Brygada artylerii XI Korpusu mjr Thomas W. Osborn        | Bateria I z 1. pułku artylerii lekkiej z Nowego Jorku kpt. Michael Wiedrich                                                                    |
| Brygada artylerii XI Korpusu mjr Thomas W. Osborn                                             | Brygada artylerii XI Korpusu mjr Thomas W. Osborn        | Bateria niezależna z 13. pułku artylerii z Nowego Jorku por. William Wheeler                                                                   |
| Brygada artylerii XI Korpusu mjr Thomas W. Osborn                                             | Brygada artylerii XI Korpusu mjr Thomas W. Osborn        | Bateria I z 1. pułku artylerii lekkiej z Ohio kpt. Hubert Dilger                                                                               |
| Brygada artylerii XI Korpusu mjr Thomas W. Osborn                                             | Brygada artylerii XI Korpusu mjr Thomas W. Osborn        | Bateria K z 1. pułku artylerii lekkiej z Ohio kpt. Lewis Heckman                                                                               |
| Brygada artylerii XI Korpusu mjr Thomas W. Osborn                                             | Brygada artylerii XI Korpusu mjr Thomas W. Osborn        | Bateria G z 4. pułku artylerii US por. Bayard Wilkeson (śmiertelnie ranny) , por. Eugene A. Bancroft                                           |

### XII Korpus
Dowódca korpusu – gen. mjr Henry W. Slocum, gen. bryg. Alpheus S. Williams
| 1. dywizja gen. Williams, gen. bryg. Thomas H. Ruger    | 1. brygada płk Archibald L. McDougall                                                 | 5. pułk z Connecticut płk Warren W. Packer                                            |
| 1. dywizja gen. Williams, gen. bryg. Thomas H. Ruger    | 1. brygada płk Archibald L. McDougall                                                 | 20. pułk z Connecticut ppłk William B. Wooster                                        |
| 1. dywizja gen. Williams, gen. bryg. Thomas H. Ruger    | 1. brygada płk Archibald L. McDougall                                                 | 3. pułk z Marylandu płk Joseph M. Sudsburg                                            |
| 1. dywizja gen. Williams, gen. bryg. Thomas H. Ruger    | 1. brygada płk Archibald L. McDougall                                                 | 123. pułk z Nowego Jorku ppłk James C. Rogers, kpt. Adolphus H. Tanner                |
| 1. dywizja gen. Williams, gen. bryg. Thomas H. Ruger    | 1. brygada płk Archibald L. McDougall                                                 | 145. pułk z Nowego Jorku płk Edward L. Price                                          |
| 1. dywizja gen. Williams, gen. bryg. Thomas H. Ruger    | 1. brygada płk Archibald L. McDougall                                                 | 46. pułk z Pensylwanii płk James L. Selfridge                                         |
| 1. dywizja gen. Williams, gen. bryg. Thomas H. Ruger    | 2. brygada gen. bryg. Henry H. Lockwood                                               | 1. pułk z Marylandu (Potomac Home Brigade) płk William P. Maulsby                     |
| 1. dywizja gen. Williams, gen. bryg. Thomas H. Ruger    | 2. brygada gen. bryg. Henry H. Lockwood                                               | 1. pułk z Marylandu (Eastern Shore) płk James Wallace                                 |
| 1. dywizja gen. Williams, gen. bryg. Thomas H. Ruger    | 2. brygada gen. bryg. Henry H. Lockwood                                               | 150. pułk z Nowego Jorku płk John H. Ketcham                                          |
| 1. dywizja gen. Williams, gen. bryg. Thomas H. Ruger    | 3. brygada gen. bryg. Ruger, płk Silas Colgrove                                       | 27. pułk z Indiany płk Colgrove, ppłk John R. Fesler                                  |
| 1. dywizja gen. Williams, gen. bryg. Thomas H. Ruger    | 3. brygada gen. bryg. Ruger, płk Silas Colgrove                                       | 2. pułk z Massachusetts ppłk Charles R. Mudge (poległ), mjr Charles F. Morse          |
| 1. dywizja gen. Williams, gen. bryg. Thomas H. Ruger    | 3. brygada gen. bryg. Ruger, płk Silas Colgrove                                       | 13. pułk z New Jersey płk Ezra A. Carman                                              |
| 1. dywizja gen. Williams, gen. bryg. Thomas H. Ruger    | 3. brygada gen. bryg. Ruger, płk Silas Colgrove                                       | 107. pułk z Nowego Jorku płk Nirom M. Crane                                           |
| 1. dywizja gen. Williams, gen. bryg. Thomas H. Ruger    | 3. brygada gen. bryg. Ruger, płk Silas Colgrove                                       | 3. pułk z Wisconsin płk William Hawley                                                |
| 2. dywizja gen. bryg. John W. Geary                     | 1. brygada płk Charles Candy                                                          | 5. pułk z Ohio płk John H. Patrick                                                    |
| 2. dywizja gen. bryg. John W. Geary                     | 1. brygada płk Charles Candy                                                          | 7. pułk z Ohio płk William R. Creighton                                               |
| 2. dywizja gen. bryg. John W. Geary                     | 1. brygada płk Charles Candy                                                          | 29. pułk z Ohio kpt. Wilbur F. Stevens (ranny), kpt. Edward Hayes                     |
| 2. dywizja gen. bryg. John W. Geary                     | 1. brygada płk Charles Candy                                                          | 66. pułk z Ohio ppłk Eugene Powell                                                    |
| 2. dywizja gen. bryg. John W. Geary                     | 1. brygada płk Charles Candy                                                          | 28. pułk z Pensylwanii kpt. John Flynn                                                |
| 2. dywizja gen. bryg. John W. Geary                     | 1. brygada płk Charles Candy                                                          | 147. pułk z Pensylwanii ppłk Ario Pardee junior                                       |
| 2. dywizja gen. bryg. John W. Geary                     | 2. brygada gen. bryg. Thomas L. Kane, płk George A. Cobham junior pułki z Pensylwanii | 29. pułk płk William Rickards junior                                                  |
| 2. dywizja gen. bryg. John W. Geary                     | 2. brygada gen. bryg. Thomas L. Kane, płk George A. Cobham junior pułki z Pensylwanii | 109. pułk kpt. Frederick L. Gimber                                                    |
| 2. dywizja gen. bryg. John W. Geary                     | 2. brygada gen. bryg. Thomas L. Kane, płk George A. Cobham junior pułki z Pensylwanii | 111. pułk ppłk Thomas M. Walker                                                       |
| 2. dywizja gen. bryg. John W. Geary                     | 3. brygada gen. bryg. George S. Greene pułki z Nowego Jorku                           | 60. pułk płk Abel Godard                                                              |
| 2. dywizja gen. bryg. John W. Geary                     | 3. brygada gen. bryg. George S. Greene pułki z Nowego Jorku                           | 78. pułk ppłk Herbert von Hammerstein                                                 |
| 2. dywizja gen. bryg. John W. Geary                     | 3. brygada gen. bryg. George S. Greene pułki z Nowego Jorku                           | 102. pułk płk James C. Lane (ranny), kpt. Lewis R. Stegman                            |
| 2. dywizja gen. bryg. John W. Geary                     | 3. brygada gen. bryg. George S. Greene pułki z Nowego Jorku                           | 137. pułk płk David Ireland                                                           |
| 2. dywizja gen. bryg. John W. Geary                     | 3. brygada gen. bryg. George S. Greene pułki z Nowego Jorku                           | 149. pułk płk Henry A. Barnum, ppłk Charles B. Randall                                |
| Brygada artylerii XII Korpusu por. Edward D. Muhlenberg | Brygada artylerii XII Korpusu por. Edward D. Muhlenberg                               | Bateria M z 1. pułku artylerii lekkiej z Nowego Jorku por. Charles E. Winegar         |
| Brygada artylerii XII Korpusu por. Edward D. Muhlenberg | Brygada artylerii XII Korpusu por. Edward D. Muhlenberg                               | Bateria E z niezależnego pułku artylerii lekkiej z Pensylwanii por. Charles A. Atwell |
| Brygada artylerii XII Korpusu por. Edward D. Muhlenberg | Brygada artylerii XII Korpusu por. Edward D. Muhlenberg                               | Bateria F z 4. pułku artylerii US por. Sylvanus T. Rugg                               |
| Brygada artylerii XII Korpusu por. Edward D. Muhlenberg | Brygada artylerii XII Korpusu por. Edward D. Muhlenberg                               | Bateria K z 5. pułku artylerii US por. David H. Kinzie                                |

### Korpus Kawalerii
Dowódca korpusu – gen. mjr Alfred Pleasonton
| 1. dywizja gen. bryg. John Buford           | 1. brygada płk William Gamble                                                | 8. pułk z Illinois mjr John L. Beveridge                                                                  |
| 1. dywizja gen. bryg. John Buford           | 1. brygada płk William Gamble                                                | 12. pułk z Illinois płk George H. Chapman                                                                 |
| 1. dywizja gen. bryg. John Buford           | 1. brygada płk William Gamble                                                | 3. pułk z Indiany płk Chapman                                                                             |
| 1. dywizja gen. bryg. John Buford           | 1. brygada płk William Gamble                                                | 8. pułk z Nowego Jorku ppłk William L. Markell                                                            |
| 1. dywizja gen. bryg. John Buford           | 2. brygada płk Thomas Devin                                                  | 6. pułk z Nowego Jorku mjr William E. Beardsley                                                           |
| 1. dywizja gen. bryg. John Buford           | 2. brygada płk Thomas Devin                                                  | 9. pułk z Nowego Jorku płk William Sackett                                                                |
| 1. dywizja gen. bryg. John Buford           | 2. brygada płk Thomas Devin                                                  | 17. pułk z Pensylwanii płk Josiah H. Kellogg                                                              |
| 1. dywizja gen. bryg. John Buford           | 2. brygada płk Thomas Devin                                                  | 3. pułk z Wirginii Zachodniej kpt. Seymour B. Conger                                                      |
| 1. dywizja gen. bryg. John Buford           | brygada rezerwowa gen. bryg. Wesley Merritt                                  | 6. pułk z Pensylwanii mjr James H. Haseltine                                                              |
| 1. dywizja gen. bryg. John Buford           | brygada rezerwowa gen. bryg. Wesley Merritt                                  | 1. pułk US kpt. Richard S. C. Lord                                                                        |
| 1. dywizja gen. bryg. John Buford           | brygada rezerwowa gen. bryg. Wesley Merritt                                  | 2. pułk US kpt. Theophilus F. Rodenbough                                                                  |
| 1. dywizja gen. bryg. John Buford           | brygada rezerwowa gen. bryg. Wesley Merritt                                  | 5. pułk US kpt. Julius W. Mason                                                                           |
| 1. dywizja gen. bryg. John Buford           | brygada rezerwowa gen. bryg. Wesley Merritt                                  | 6. pułk US mjr Samuel H. Starr (ranny), por. Louis H. Carpenter, por. Nicholas Nolan, kpt. Ira W. Claflin |
| 2. dywizja gen. bryg. David McMurtrie Gregg | 1. brygada płk John B. McIntosh                                              | 1. pułk z Marylandu ppłk James M. Deems                                                                   |
| 2. dywizja gen. bryg. David McMurtrie Gregg | 1. brygada płk John B. McIntosh                                              | Kompania A z Legionu Purnella z Marylandu kpt. Robert E. Duvall                                           |
| 2. dywizja gen. bryg. David McMurtrie Gregg | 1. brygada płk John B. McIntosh                                              | 1. pułk z Massachusetts ppłk Greely S. Curtis                                                             |
| 2. dywizja gen. bryg. David McMurtrie Gregg | 1. brygada płk John B. McIntosh                                              | 1. pułk z New Jersey mjr Myron H. Beaumont                                                                |
| 2. dywizja gen. bryg. David McMurtrie Gregg | 1. brygada płk John B. McIntosh                                              | 1. pułk z Pensylwanii płk John P. Taylor                                                                  |
| 2. dywizja gen. bryg. David McMurtrie Gregg | 1. brygada płk John B. McIntosh                                              | 3. pułk z Pensylwanii ppłk Edward S. Jones                                                                |
| 2. dywizja gen. bryg. David McMurtrie Gregg | 1. brygada płk John B. McIntosh                                              | sekcja z baterii H z 3. pułku artylerii ciężkiej z Pensylwanii kpt. William D. Rank                       |
| 2. dywizja gen. bryg. David McMurtrie Gregg | 3. brygada płk John Irvin Gregg                                              | 1. pułk z Maine ppłk Charles H. Smith                                                                     |
| 2. dywizja gen. bryg. David McMurtrie Gregg | 3. brygada płk John Irvin Gregg                                              | 10. pułk z Nowego Jorku mjr Matthew H. Avery                                                              |
| 2. dywizja gen. bryg. David McMurtrie Gregg | 3. brygada płk John Irvin Gregg                                              | 4. pułk z Pensylwanii ppłk William E. Doster                                                              |
| 2. dywizja gen. bryg. David McMurtrie Gregg | 3. brygada płk John Irvin Gregg                                              | 16. pułk z Pensylwanii płk John K. Robison                                                                |
| 3. dywizja gen. bryg. Judson Kilpatrick     | 1. brygada gen. bryg. Elon J. Farnsworth (poległ), płk Nathaniel P. Richmond | 5. pułk z Nowego Jorku mjr John Hammond                                                                   |
| 3. dywizja gen. bryg. Judson Kilpatrick     | 1. brygada gen. bryg. Elon J. Farnsworth (poległ), płk Nathaniel P. Richmond | 18. pułk z Pensylwanii ppłk William P. Brinton                                                            |
| 3. dywizja gen. bryg. Judson Kilpatrick     | 1. brygada gen. bryg. Elon J. Farnsworth (poległ), płk Nathaniel P. Richmond | 1. pułk z Wirginii Zachodniej płk Richmond, mjr Charles E. Capehart                                       |
| 3. dywizja gen. bryg. Judson Kilpatrick     | 1. brygada gen. bryg. Elon J. Farnsworth (poległ), płk Nathaniel P. Richmond | 1. pułk z Vermontu ppłk Addison W. Preston                                                                |
| 3. dywizja gen. bryg. Judson Kilpatrick     | 2. brygada gen. bryg. George A. Custer                                       | 1. pułk płk Charles H. Town                                                                               |
| 3. dywizja gen. bryg. Judson Kilpatrick     | 2. brygada gen. bryg. George A. Custer                                       | 5. pułk ppłk William P. Brinton                                                                           |
| 3. dywizja gen. bryg. Judson Kilpatrick     | 2. brygada gen. bryg. George A. Custer                                       | 6. pułk płk Richmond, mjr Charles E. Capehart                                                             |
| 3. dywizja gen. bryg. Judson Kilpatrick     | 2. brygada gen. bryg. George A. Custer                                       | 7. pułk ppłk Addison W. Preston                                                                           |
| Artyleria konna                             | 1. brygada kpt. James M. Robertson                                           | Bateria z 9. pułku artylerii z Michigan kpt. Jabez J. Daniels                                             |
| Artyleria konna                             | 1. brygada kpt. James M. Robertson                                           | Bateria z 6. pułku artylerii z Nowego Jorku kpt. Joseph W. Martin                                         |
| Artyleria konna                             | 1. brygada kpt. James M. Robertson                                           | Baterie B & L z 2. pułku artylerii US por. Edward Heaton                                                  |
| Artyleria konna                             | 1. brygada kpt. James M. Robertson                                           | Bateria M z 2. pułku artylerii US por. Alexander C. M. Pennington junior                                  |
| Artyleria konna                             | 1. brygada kpt. James M. Robertson                                           | Bateria E z 4. pułku artylerii US por. Samuel S. Elder                                                    |
| Artyleria konna                             | 2. brygada kpt. John C. Tidball                                              | Baterie E & G z 1. pułku artylerii US kpt. Alanson M. Randol                                              |
| Artyleria konna                             | 2. brygada kpt. John C. Tidball                                              | Bateria K z 1. pułku artylerii US kpt. William M. Graham                                                  |
| Artyleria konna                             | 2. brygada kpt. John C. Tidball                                              | Bateria A z 2. pułku artylerii US por. John H. Calef                                                      |

### Rezerwa Artylerii
Dowódca – gen. bryg. Robert O. Tyler, kpt. James M. Robertson
| 1. brygada regularna kpt. Dunbar R. Ransom     | Bateria H z 1. pułku artylerii US por. Chandler P. Eakin (ranny), por. Philip D. Mason                      |
| 1. brygada regularna kpt. Dunbar R. Ransom     | Bateria F & K z 3. pułku artylerii US por. John G. Turnbull                                                 |
| 1. brygada regularna kpt. Dunbar R. Ransom     | Bateria C z 4. pułku artylerii US por. Evan Thomas                                                          |
| 1. brygada regularna kpt. Dunbar R. Ransom     | Bateria C z 5. pułku artylerii US por. Gulian V. Weir (ranny)                                               |
| 1. brygada ochotnicza ppłk Freeman McGilvery   | Bateria E z 5. pułku artylerii z Massachusetts kpt. Charles A. Phillips                                     |
| 1. brygada ochotnicza ppłk Freeman McGilvery   | 9. bateria z pułku artylerii lekkiej z Massachusetts kpt. John Bigelow (poległ), por. Richard S. Milton     |
| 1. brygada ochotnicza ppłk Freeman McGilvery   | 15. bateria z pułku artylerii lekkiej z Nowego Jorku kpt. Patrick Hart                                      |
| 1. brygada ochotnicza ppłk Freeman McGilvery   | Baterie C & F z pułku artylerii lekkiej z Pensylwanii kpt. James Thompson                                   |
| 2. brygada ochotnicza kpt. Elijah D. Taft      | Bateria B z 1. pułku artylerii ciężkiej z Connecticut kpt. Albert F. Brooker                                |
| 2. brygada ochotnicza kpt. Elijah D. Taft      | Bateria M z 1. pułku artylerii ciężkiej z Connecticut kpt. Franklin A. Pratt                                |
| 2. brygada ochotnicza kpt. Elijah D. Taft      | 2. bateria z pułku artylerii lekkiej z Connecticut kpt. John W. Sterling                                    |
| 2. brygada ochotnicza kpt. Elijah D. Taft      | 5. bateria z pułku artylerii lekkiej z Nowego Jorku kpt. Taft                                               |
| 3. brygada ochotnicza kpt. James F. Huntington | 1. bateria pułku artylerii lekkiej z New Hampshire kpt. Frederick M. Edgell                                 |
| 3. brygada ochotnicza kpt. James F. Huntington | Bateria H z 1. pułku artylerii lekkiej z Ohio por. George W. Norton                                         |
| 3. brygada ochotnicza kpt. James F. Huntington | Baterie F & G z 1. pułku artylerii lekkiej z Pensylwanii kpt. R. Bruce Ricketts                             |
| 3. brygada ochotnicza kpt. James F. Huntington | Bateria C z pułku artylerii lekkiej z Wirginii Zachodniej kpt. Wallace Hill                                 |
| 4. brygada ochotnicza kpt. Robert H. Fitzhugh  | Bateria F z 6. pułku artylerii lekkiej z Maine por. Edwin B. Dow                                            |
| 4. brygada ochotnicza kpt. Robert H. Fitzhugh  | Bateria A z 1. pułku artylerii lekkiej z Marylandu kpt. James H. Rigby                                      |
| 4. brygada ochotnicza kpt. Robert H. Fitzhugh  | bateria A z 1. pułku artylerii lekkiej z New Jersey por. Augustin N. Parsons                                |
| 4. brygada ochotnicza kpt. Robert H. Fitzhugh  | Bateria G z 1. pułku artylerii lekkiej z Nowego Jorku kpt. Nelson Ames                                      |
| 4. brygada ochotnicza kpt. Robert H. Fitzhugh  | Bateria K z 1. pułku artylerii lekkiej z Nowego Jorku & 11. bateria niezależna z Nowego Jorku kpt. Fitzhugh |